# Dan Romer
Dan Romer (* 24. März 1980) ist ein US-amerikanischer Komponist, Musikproduzent und Songwriter.

## Leben
Romer wuchs in New York City auf und entwickelte schon früh eine Leidenschaft für Musik und Komposition. Nachdem er seinen Abschluss in Musikproduktion und Tontechnik gemacht hatte, begann Romer seine Karriere als Filmkomponist und Musikproduzent.

## Filmografie (Auswahl)
- 2012: Beasts of the Southern Wild
- 2014: The Last Season (Dokumentarfilm)
- 2015: Walter
- 2015: Tim und Lee (Digging for Fire)
- 2015: Finders Keepers (Dokumentarfilm)
- 2015: Mediterranea
- 2015: Beasts of No Nation
- 2016: Gleason (Dokumentarfilm)
- 2016: Jim Foley – Realität des Terrors (Jim: The James Foley Story, Dokumentarfilm)
- 2016: Katie Says Goodbye
- 2016–2019: Easy (Fernsehserie, 25 Episoden)
- 2017: The Little Hours
- 2017: Chasing Coral (Dokumentarfilm)
- 2017: Freak Show
- 2017: Win It All
- 2017: Pio (A Ciambra)
- 2017: Krystal
- 2017–2021: Atypical (Fernsehserie, 38 Episoden)
- 2017–2024: The Good Doctor (Fernsehserie, 120 Episoden)
- 2018: Stigma Monatsblutung (Period. End of Sentence., Kurz-Dokumentarfilm)
- 2018: Zoe
- 2018: Skin
- 2018: Maniac (Miniserie, 10 Episoden)
- 2018: Der Gefangene (The Innocent Man, Dokuserie, 6 Episoden)
- 2019–2022: Ramy (Fernsehserie, 21 Episoden)
- 2020: Wendy
- 2020: Love Life (Fernsehserie, 10 Episoden)
- 2021: After Antarctica (Dokumentarfilm)
- 2021: Luca
- 2021: Chiara (A Chiara)
- 2021: Dear Evan Hansen
- 2021–2022: Station Eleven (Miniserie, 10 Episoden)
- 2021–2024: Superman & Lois (Fernsehserie, 53 Episoden)
- 2022: Little Demon (Fernsehserie, 10 Episoden)
- 2022: Let the Right One In (Fernsehserie, 10 Episoden)
- 2023: Self Reliance
- 2023: Mustache
- 2023: Crater
- 2023: King’s Land (Bastarden)
- 2023: The Dating Game Killer (Woman of the Hour)
- 2023: Genie
- 2023: Saint X (Fernsehserie, 8 Episoden)
- 2024: My Dead Friend Zoe
- 2024: Who Am I
- 2025: Death of a Unicorn
- 2025: The Hunting Party (Fernsehserie, 10 Episoden)
- 2025: Lilo & Stitch